# Won’t Go Home Without You
Won’t Go Home Without You – singel grupy Maroon 5, trzeci singel z drugiej płyty tego zespołu It Won't Be Soon Before Long.
Singel został wydany w Wielkiej Brytanii 19 grudnia 2007, a w Australii i Stanach Zjednoczonych 1 stycznia 2008.
Utwór był nominowany do nagrody Grammy w kategorii Best Pop Performance by a Duo or Group with Vocals za rok 2009.